# Bruno Zimm
Bruno Hasbrouck Zimm (né le 31 octobre 1920 à Kingston (New York); mort le 26 novembre 2005 à La Jolla) est un chimiste américain spécialisé dans la rhéologie et la chimie physique des polymères, des molécules complexes et des protéines.

## Biographie
Zimm a passé sa licence (1941), puis sa thèse de doctorat (1944) à l'Université Columbia, sous la direction de Joseph Mayer. Il a ensuite enseigné à l’Institut Polytechnique de Brooklyn dans le département d’Herman Mark et, à partir de 1946, à Berkeley, où il a imaginé le diagramme de Zimm pour analyser les molécules en solution. Il obtint le poste de professeur adjoint à Berkeley (1950). L'année suivante, il était recruté par le laboratoire de General Electric à Schenectady, et comme conseiller scientifique par Wyatt Technology Corp., avant d'obtenir la chaire de chimie physique de San Diego (1960). Il a été élevé professeur-émérite par cet établissement en 1991.

## Travaux
Les recherches de Zimm ne séparent pas la théorie de l’expérimentation ; de son maître Mayer, il avait d’ailleurs reçu une connaissance poussée de la mécanique statistique. Son diagramme de Zimm permet d’estimer le deuxième coefficient du viriel et le rayon de giration d'une molécule complexe par diffusion de lumière, et de là, d'en déduire sa masse molaire,,. Dans son article de 1948, il indique aussi les principes de construction (avec le plan du circuit électronique) d'un nouveau photomètre. Il s’était intéressé aux possibilités de la diffusion de lumière pendant la guerre contre le Japon : affecté à un programme d'analyse des fumées par éclairement, il avait pu utiliser la loi d’Einstein-Smoluchowski pour interpréter les signaux transmis. Ayant appris que Peter Debye était parvenu à mesurer la masse molaire de certaines molécules par diffusion de lumière, Zimm proposa à un étudiant de Mayer, Paul M. Doty, d'appliquer la même idée aux polymères,.
Le Modèle de Zimm relatif à la dynamique des molécules en solution remonte à 1956. Le Modèle de Zimm-Bragg (1959) décrit le repliement en hélice d’une protéine et constitue un application unidimensionnelle du Modèle d'Ising. En 1960, il a mis au point une théorie de la coalescence des hélices d’ADN.
Vers 1960, il s’intéressa aux propriétés physiques de l’ADN. Pour mesurer la longueur de chaîne d’un brin, il mit au point un rhéomètre de type Couette dans les années 1960, qu'il utilisa d'abord pour l’ADN de bactériophages, puis celui d’E. coli et finalement pour obtenir la taille des chromosomes de drosophiles. Enfin, il a étudié la diffusion de l'ADN par électrophorèse de gel et la réactivité de l'ADN en solution ionique.